# Матвієнко Анатолій Сергійович
Анато́лій Сергі́йович Матвіє́нко (22 березня 1953, Бершадь, Вінницька область, Українська РСР — 21 травня 2020, Київ) — український політик. Доктор політичних наук (2015). З 1989—1991 — голова молодіжної течії комуністичної партії в Україні (перший секретар ЦК ЛКСМУ, член ЦК КПУ), який розпоряджався усім майном комсомолу. Ексголова та ексзаступник голови партії Українська платформа «Собор».

## Життєпис
Народився в сім'ї робітника. Українець. Батько — Сергій Кузьмович (1928), мати — Марія Павлівна (1928) — пенсіонери, дружина Ольга Василівна (1953) — доцент Київського лінгвістичного університету. Сини Віктор і Павло, племінник Сергій Березенко.
У 1975 році закінчив факультет механізації сільського господарства Львівського сільськогосподарського інституту за спеціальністю інженер-механік.
У 1975—1976 роках — завідував гаражем, 1976—1977 — працював головним механіком відділу механізації Бершадського районного міжколгоспного будівельного управління.

### Комсомольська кар'єра
З 1977 — на комсомольській роботі. З грудня 1977 року — перший секретар Бершадського райкому ЛКСМУ. З вересня 1980 — другий секретар, з 1983 — перший секретар Вінницького обкому ЛКСМУ. З березня 1985 — секретар ЦК ЛКСМУ. Жовтень 1988—1989 — аспірант кафедри економіки Вищої партійної школи при ЦК КПУ. 1989—1991 — перший секретар ЦК ЛКСМУ, член ЦК КПУ.
Народний депутат України 12(1)-го скликання від Бершадського виборчого округу № 30 Вінницької області. Переміг вже в першому турі (з'явилося 97.6 %, «за» 75.6 %). 1 суперник (Сидоренко М. Ф., колгосп, бригадир трактористів, 1-й тур — 21.7 %). У парламенті очолив Комісію у справах молоді (з червня 1990). У 1991 році став Президентом Фонду міжнародного молодіжного співробітництва.
Квітень 1993 — лютий 1996 — голова Політради партії Трудовий Конгрес України. В березні 1994 року балотувався у народні депутати України у Бершадському виборчому окрузі № 54 (Вінницька область). 1-й тур — 36.32 %, 1 місце з 10 претендентів; 2-й тур — 47.44 %, 1 місце з 2 претендентів, проте депутат так і не був обраний. З липня 1994 — голова Фонду сприяння розвитку мистецтв України.
З липня 1995 — заступник голови об'єднання «Нова Україна». На установчому з'їзді Народно-демократичної партії у лютому 1996 році обраний її головою.

### Вінницька область
З 18 червня 1996 — виконувач обов'язків голови, 31 серпня 1996 призначений керівником Вінницької облдержадміністрації. Призначення Матвієнка губернатором Вінниччини, на перший погляд, важко з'ясовний крок Президента. З регіоном його пов'язувало тільки місце народження, а до економіки Анатолій Сергійович взагалі не мав ніякого відношення. Попередні тридцять років життя Матвієнко провів на комсомольській роботі і доріс до першого секретаря ЦК ЛКСМ України. До 1996 року очолював Фонд підтримки розвитку мистецтв, був лідером Трудового конгресу України, а в лютому 1996 року став головою Народно-демократичної партії, що тільки що сформувалася. Очевидно тільки те, що не останню роль в цьому зіграв той факт, що Анатолій Сергійович подавав усіляку підтримку всім ідеям Президента Л. Кучми щодо Конституції (затвердження якої мало ось-ось відбутися).
Очоливши виконавчу владу в регіоні, Матвієнко енергійно почав розвивати і укріплювати «тили» новонародженої НДП. До кінця 1996 року партія вже повновладно правила бал на Вінниччині. А з початку 1997 року в структурі виконавчої влади регіону вдень з вогнем потрібно було шукати керівника — не члена НДП. Після двох місяців роботи в статусі виконуючого обов'язки, Матвієнко став повноправним керівником виконавчої влади в регіоні. Росла і розвивалася також і НДП — дітище Матвієнка, визначивши собі метою «партизацію вітчизняної бюрократії». З часом НДП вже мала своїх людей на ключових посадах в державі (Євген Кушнарьов — голова Адміністрації Президента України, Роман Безсмертний — представник Президента у Верховній Раді України, Валерій Пустовойтенко — міністр Кабінету Міністрів України і інші).
Підсиливши свої позиції, Матвієнко наважується на відкриту і вельми серйозну конфронтацію з Прем'єр-міністром України П. Лазаренком. Він неодноразово відзначає не тільки нездатність уряду вивести країну з кризи, але і зловживання як самого Прем'єра, так і деяких міністрів. При цьому Матвієнко ніколи не забував виразити повну підтримку курсу президента Л. Кучми (за винятком кадрової політики). У червні 1997 року Анатолій Сергійович заявив, що у випадку, якщо президент не ухвалить рішення про відставку прем'єра, він сам піде у відставку з посади голови Вінницької обладміністрації. Врешті-решт, НДП в серпні 1997 року змогла побачити в прем'єрському кріслі свого члена В. Пустовойтенка.
На тлі такої бурхливої політичної діяльності в масштабах країни успіхи Матвієнка в рідній вінницькій вотчині в господарській сфері виглядали куди скромніше. Промисловість регіону простоювала. Збирання цукрового буряка зривалося (цукрова промисловість — основа економіки регіону). Отже, побудувавши могутню партійну структуру, Матвієнко, по суті, добився того, що свої численні біди населення Вінниччини пов'язувало саме з НДП. Це не могло не відбитися на популярності партії в регіоні. На виборах 1998 року за НДП проголосувало лише 12,4 % вінничан (для порівняння: за комуністів свої голоси віддали 24,9 %, за блок селянської і соціалістичної партій — 19,7 % виборців).

### Київська кар'єра
У березні 1998 року знову обраний народним депутатом від виборчого округу № 17 (Вінницька область, з'явилося 77.7 %, за 27.6 %, 13 суперників), одночасно балотуючись за списками НДП (№ 2 в списку). Очолив фракцію НДП в Верховній Раді, працював в комітеті з питань охорони здоров'я, материнства та дитинства.
У квітні 1998 року склав повноваження голови НДП, у липні — вийшов з партії і фракції, залишившись безпартійним депутатом.
Створив і в грудні 1999 р. очолив Українську народну партію «Собор». Був членом ради "Громадської ініціативи «Форум національного порятунку» (з лютого 2001); представником Громадянського комітету захисту Конституції «Україна без Кучми» для ведення переговорів з представниками режиму.
Народний депутат України 4-го скликання з 14 травня 2002 до 19 травня 2005 від «Блоку Юлії Тимошенко», № 2 в списку. На час виборів: народний депутат України, член УНП «Собор». Уповноважений представник фракції «Блок Юлії Тимошенко» (з травня 2002). Голова Комітету з питань державного будівництва та місцевого самоврядування (з червня 2002). Склав депутатські повноваження 19 травня 2005.
20 квітня — 21 вересня 2005 — голова Ради Міністрів Автономної Республіки Крим. Відставка Матвієнка з посади прем'єра Криму стала одним з наслідків кризи, спричиненої падінням уряду Юлії Тимошенко, відтоді Анатолій Матвієнко відійшов від БЮТ і став послідовним критиком цієї політичної сили. Листопад 2005 — травень 2006 — заступник глави Секретаріату Президента України.
Народний депутат України 5-го скликання з 25 травня 2006 до 14 червня 2007 від Блоку «Наша Україна», № 12 в списку. На час виборів: заступник Глави Секретаріату Президента України, член УРП «Собор». Член фракції Блоку «Наша Україна» (з травня 2006). Перший заступник голови Комітету з питань державного будівництва, регіональної політики та місцевого самоврядування (з липня 2006). 14 червня 2007 достроково припинив свої повноваження під час масового складення мандатів депутатами-опозиціонерами з метою проведення позачергових виборів до Верховної Ради.
Народний депутат України 6-го скликання з 23 листопада 2007 від Блоку «Наша Україна — Народна самооборона», № 22 в списку. На час виборів: президент Інституту відкритої політики, голова УРП «Собор». Член Комітету з питань державного будівництва та місцевого самоврядування (грудень 2007 — вересень 2010), член Комітету з питань аграрної політики та земельних відносин (з вересня 2010).
Захоплення: футбол, поезія.

## Відзнаки та нагороди
- Орден Свободи (16 липня 2020, посмертно) — за значний особистий внесок у справу державотворення, побудову незалежності Української держави, активну громадсько-політичну діяльність та з нагоди 30-річчя проголошення Декларації про державний суверенітет України[3]
- Орден «За заслуги» III ст. (28 листопада 2007) — за значний особистий внесок у соціально економічний, науково-технічний і культурний розвиток України, вагомі досягнення у трудовій діяльності, багаторічну сумлінну працю та з нагоди річниці підтвердження всеукраїнським референдумом 1 грудня 1991 року Акта проголошення незалежності України[4]
- Відзнака Президента України — ювілейна медаль «25 років незалежності України» (19 серпня 2016) — за значні особисті заслуги у становленні незалежної України, утвердженні її суверенітету та зміцненні міжнародного авторитету, вагомий внесок у державне будівництво, соціально-економічний, культурно-освітній розвиток, активну громадсько-політичну діяльність, сумлінне та бездоганне служіння Українському народу[5]
- Почесна Грамота Президії Верховної Ради УРСР (1988)
- Орден Святого архістратига Божого Михаїла (січень 1999; УПЦ КП)